# Rainer Kapellen
Rainer Kapellen (* 22. März 1963 in Ravensburg) ist ein deutscher Politiker (CDU).

## Leben
Kapellen ging in Ravensburg zur Schule und studierte an der Hochschule für öffentliche Verwaltung und Finanzen Ludwigsburg mit dem Abschluss Diplom-Verwaltungswirt (FH). Er war von 1999 bis 2010 Erster Bürgermeister von Weingarten (Württemberg). Davor war er Ortsvorsteher von Ailingen, einem Teilort von Friedrichshafen. 2003 kandidierte er erfolglos für das Amt des Bürgermeisters von Bad Waldsee. Von 2010 bis 2018 war er Oberbürgermeister der oberschwäbischen Stadt Laupheim. Ihm folgte Gerold Rechle nach.

## Privates
Kapellen ist römisch-katholisch, verheiratet und Vater von zwei Kindern.